# 圓頭舌鰨
圓頭舌鰨為輻鰭魚綱鰈形目鰨亞目舌鰨科的其中一種，為熱帶魚類，分布於西印度洋巴基斯坦至印度馬德拉斯布海域，棲息深度27-420公尺，體長可達38.9公分，棲息在沙泥底質大陸棚底層水域，以底棲性無脊椎動物為食，生活習性不明，可作為食用魚。

## 扩展阅读
維基物種上的相關：圓頭舌鰨